# Marko Ranilović
Marko Ranilović (Maribor, 25 novembre 1986) è un ex calciatore sloveno, di ruolo portiere.

## Statistiche

### Cronologia presenze e reti in nazionale
| Cronologia completa delle presenze e delle reti in nazionale ― Slovenia under 21 | Cronologia completa delle presenze e delle reti in nazionale ― Slovenia under 21 | Cronologia completa delle presenze e delle reti in nazionale ― Slovenia under 21 | Cronologia completa delle presenze e delle reti in nazionale ― Slovenia under 21 | Cronologia completa delle presenze e delle reti in nazionale ― Slovenia under 21 | Cronologia completa delle presenze e delle reti in nazionale ― Slovenia under 21 | Cronologia completa delle presenze e delle reti in nazionale ― Slovenia under 21 | Cronologia completa delle presenze e delle reti in nazionale ― Slovenia under 21 |
| Data                                                                             | Città                                                                            | In casa                                                                          | Risultato                                                                        | Ospiti                                                                           | Competizione                                                                     | Reti                                                                             | Note                                                                             |
| -------------------------------------------------------------------------------- | -------------------------------------------------------------------------------- | -------------------------------------------------------------------------------- | -------------------------------------------------------------------------------- | -------------------------------------------------------------------------------- | -------------------------------------------------------------------------------- | -------------------------------------------------------------------------------- | -------------------------------------------------------------------------------- |
| 15-11-2006                                                                       | Capodistria                                                                      | Slovenia under 21                                                                | 1 – 4                                                                            | Svizzera under 21                                                                | Amichevole                                                                       | -4                                                                               |                                                                                  |
| 6-2-2007                                                                         | Alcanena                                                                         | Rep. Ceca under 21                                                               | 2 – 0                                                                            | Slovenia under 21                                                                | Amichevole                                                                       | -2                                                                               |                                                                                  |
| 27-3-2007                                                                        | Zaprešić                                                                         | Croazia under 21                                                                 | 5 – 0                                                                            | Slovenia under 21                                                                | Amichevole                                                                       | -5                                                                               |                                                                                  |
| 26-3-2008                                                                        | Radomlje                                                                         | Slovenia under 21                                                                | 0 – 4                                                                            | Russia under 21                                                                  | Amichevole                                                                       | -3                                                                               | 46’                                                                              |
| Totale                                                                           |                                                                                  | Presenze                                                                         | 4                                                                                |                                                                                  | Reti                                                                             | -14                                                                              |                                                                                  |

## Palmarès

### Club

#### Competizioni nazionali
- Campionato sloveno: 1

Maribor: 2008-2009
- Coppa di Slovenia: 1

Maribor: 2009-2010
- Supercoppa di Slovenia: 1

Maribor: 2009